# NGC 992
NGC 992 è una galassia a spirale situata nella costellazione dell'Ariete, a una distanza di circa 188 milioni di anni luce dalla nostra Via Lattea.

## Scoperta
La galassia è stata scoperta il 6 settembre 1866 dall'astronomo statunitense Lewis Swift.

## Descrizione
NGC 992 presenta una larga riga a 21 cm dell'idrogeno neutro ed è una galassia luminosa nell'infrarosso (in lingua inglese indicata con l'acronimo LIRG).
La luminosità di NGC nell'infrarosso lontano (da 40 a 400 µm) è di 7,41x1010 {\displaystyle L_{\odot }} (1010,87 {\displaystyle L_{\odot }}), mentre la luminosità totale nell'infrarosso (da 8 a 1000 µm) è di 1,05x1011 {\displaystyle L_{\odot }} (1011,02 {\displaystyle L_{\odot }}).

## Gruppo di NGC 976
NGC 992 fa parte del Gruppo di NGC 976 dato che essa forma una coppia di galassie con NGC 976. Secondo Garcia, il gruppo di NGC 976 comprende altre 11 galassie: IC 1797, IC 1801, NGC 924, NGC 932 (indicata come NGC 930 nell'articolo), NGC 935, NGC 938, NGC 976, UGC 1965, UGC 2032, UGC 2064 e MCG 3-7-13. Quattro di queste galassie sono incluse anche nell'articolo pubblicato da Abraham Mahtessian nel 1998, e precisamente NGC 924, NGC 930 (=NGC 932), NGC 935 e NGC 938.